# Pusionella remorata
Pusionella remorata é uma espécie de gastrópode do gênero Pusionella, pertencente a família Clavatulidae.